# Kempek
Kempek is een bestuurslaag in het regentschap Cirebon van de provincie West-Java, Indonesië. Kempek telt 5964 inwoners (volkstelling 2010).